# Dinspel

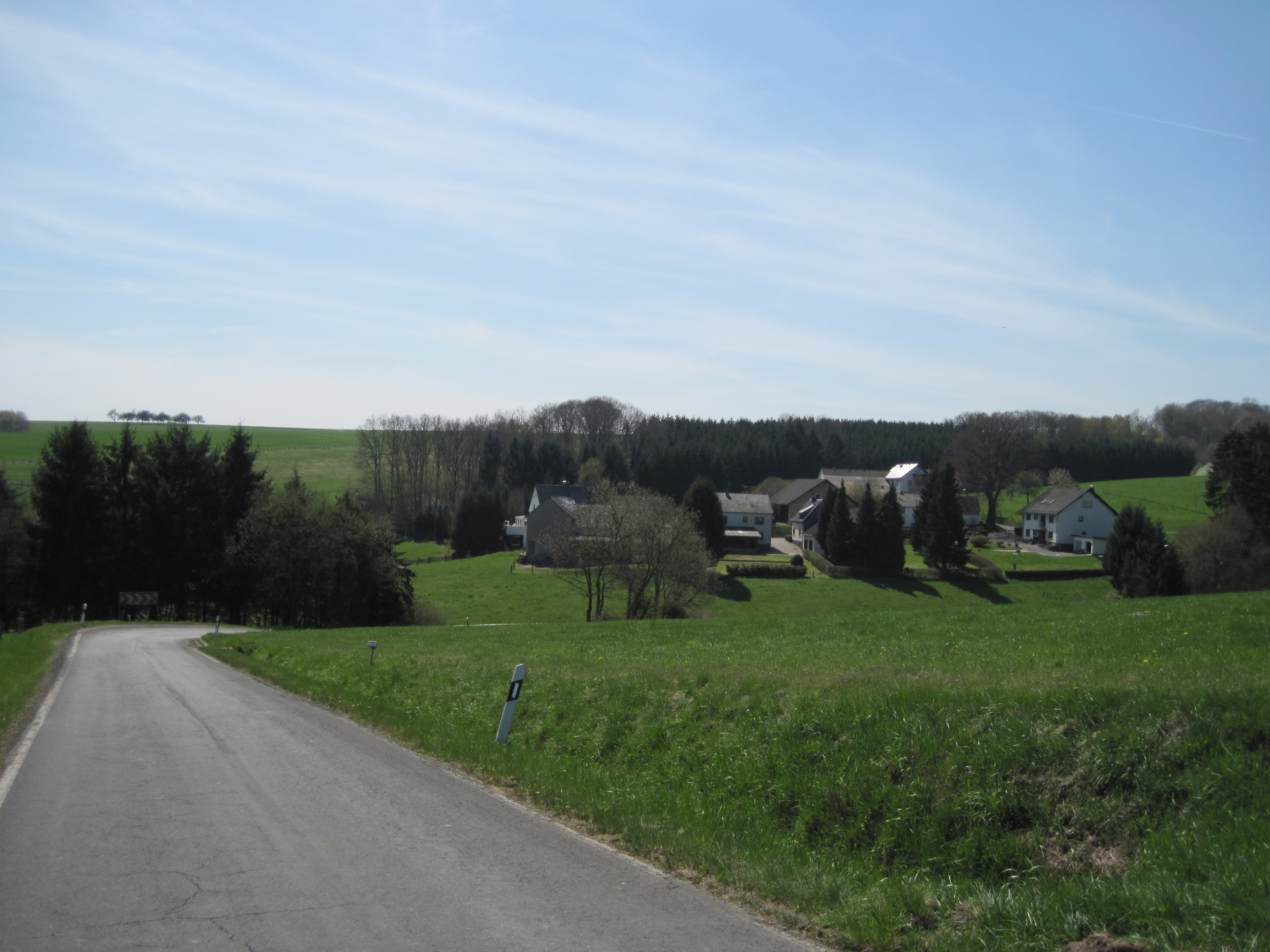
Dinspel

Dinspel ist ein Ortsteil der Ortsgemeinde Asbach im Landkreis Neuwied im nördlichen Rheinland-Pfalz. Der Ort ist landwirtschaftlich geprägt.

## Geographie
Der Weiler liegt im Niederwesterwald südöstlich des Hauptortes Asbach im Tal des Dinspeler Bachs auf einer Höhe von etwa 200 Metern. Südlich von Dinspel verläuft die Grenze zur Ortsgemeinde Neustadt (Wied). Dinspel ist über die Kreisstraße 68 mit dem Asbacher Ortsteil Krankel und über die Kreisstraße 69 mit dem Ortsteil Kalscheid verbunden.

## Geschichte
Dinspel wurde erstmals im Jahre 1418 als kurkölnischer Hof unter dem Namen „Wedestel“ urkundlich erwähnt. 1575 wird er „Wiededistel“ genannt. Der Ort gehörte zum Kurfürstentum Köln und zum Amt Altenwied. Nach einer 1660 vom Kurfürsten und Erzbischof Maximilian Heinrich von Bayern angeordneten Bestandsaufnahme hatten Nieder- und Oberdinspel in der „Honnschaft Schöneberg“ drei Höfe. 1787 war die Bevölkerung auf 33 Einwohner in zehn Höfen angewachsen.
Nachdem das Rheinland 1815 zu Preußen gekommen war, gehörte Dinspel zur Gemeinde Schöneberg im damals neu gebildeten Kreis Neuwied und wurde zunächst von der Bürgermeisterei Neustadt und ab 1823 von der Bürgermeisterei Asbach verwaltet. 1885 hatte Dinspel elf Häuser und 43 Einwohner.
Bis 1974 gehörte Dinspel zu der bis dahin eigenständigen Gemeinde Schöneberg. Aus ihr und den gleichzeitig aufgelösten Gemeinden Asbach und Limbach sowie einem Teil der Gemeinde Elsaff wurde am 16. März 1974 die Ortsgemeinde Asbach neu gebildet. 1987 zählte Dinspel 46 Einwohner.